# Isotonisches Getränk
Ein isotonisches Getränk ist eine zum Trinken bestimmte Flüssigkeit, bei der das Verhältnis von Elektrolyten zu Flüssigkeit dem des menschlichen Blutes entspricht, das heißt, dass der osmotische Wert die gleiche Tonizität wie das menschliche Blut aufweist und dadurch besonders schnell verdaut werden kann. Meist wird dies durch den Zusatz von Kohlenhydraten und Mineralstoffen – meist Natriumchlorid (Kochsalz) – zur Flüssigkeitsmenge erreicht.

## Hintergrund
Isotonische Getränke sind vornehmlich für Leistungssportler interessant, die zu ihrem Flüssigkeitsbedarf gleichzeitig einen erhöhten Bedarf an Energiezufuhr aus Lebensmitteln (siehe: physiologischer Brennwert) haben. Da die Resorption von Flüssigkeit und Energie erst nach der Passage durch den Magen im Dünndarm erfolgt, soll die Zusammensetzung von Kohlenhydraten und Natrium für eine möglichst schnelle Magenpassage und Aufnahme sorgen: Beim Ausdauersport werden die Glykogenspeicher aufgebraucht und Fettsäuren abgebaut; tritt trotz Carboloading ein Hungerast auf, werden statt Kohlenhydraten Fette verbrannt und Ketokörper gebildet.
Soll zum Ende einer sportlichen Anstrengung die durch Mangel an Kohlenhydraten umgestellte Energiebereitstellung wieder reduziert werden, können Kohlenhydrate die Fettverbrennung zurückfahren und einen Überschuss an Ketokörpern vermindern. Diese Umstellung kann über Stunden anhalten.
Auch durch eine Mischung verschiedener Zucker wie Glucose, Fructose, Saccharose oder Kohlenhydratmischungen mit Natrium(chlorid) kann kontinuierlich eine maximale Menge an Energie zugeführt werden, sodass der Kohlenhydratmangel erst möglichst spät während der körperlichen Anstrengung auftritt.

## Vorschriften
In Österreich ist die Zusammensetzung eines als isotonisch bezeichneten Getränkes geregelt. Danach müssen in einem Liter mindestens 500 mg Kationen und ein bestimmter Gehalt an Natrium, Kalium, Calcium, Magnesium und Chloriden vorkommen. In Deutschland müssen die Getränke zur Bezeichnung lediglich den osmotischen Druck des Blutes aufweisen.

## Nutzen
Für Freizeitsportler ist der Konsum isotonischer Getränke meist nicht notwendig, da der Verlust an Mineralien und Kohlenhydraten überschaubar ist. So erachtet die deutsche Gesellschaft für Ernährung den Nutzen von isotonischen Getränken erst dann als gegeben, wenn beispielsweise über einen Zeitraum von zwei bis drei Stunden gejoggt wird. Auch der deutsche Sportbund rät eher zu Apfelschorle statt zu speziellen Produkten. Bei einer sportlichen Aktivität von unter 45 Minuten genügt Mineralwasser, das einen hohen Anteil an Natrium enthält.
Alkoholfreie Biere sind je nach Sorte leicht hypotonisch bis leicht hypertonisch; seit dem 16. Dezember 2016 müssen die zusätzlichen Nährwerte, wie Brennwert, Gehalt an Fett, Kohlenhydraten, Proteinen und Salz, gemäß der EU-Lebensmittelinformationsverordnung gekennzeichnet werden.
Die Industrie vertreibt spezielle Erfrischungsgetränke, die als für Sportler besonders geeignet beworben werden. Der tatsächliche Nutzen beider Produkte wird jedoch angezweifelt.

## WHO-Trinklösung
Die WHO-Trinklösung, die oft bei Epidemien in Entwicklungsländern eingesetzt wird, war früher isotonisch (311 mOsm/l) und ist seit 2003 hypotonisch (245 mOsm/l). Der Flüssigkeitsausgleich steht dabei im Vordergrund. Sie gilt nicht als funktionelles Getränk, sondern als Arzneimittel.

## Diskussion
Häufig sind isotonische Getränke für Hobbysportler nicht notwendig, da erst ab einer längeren Belastung der Körper die Zufuhr von fehlenden Elektrolyten benötigt. Einige isotonische Getränke können sogar ungeeignet sein, denn der enthaltene Zucker verhindert die Fettverbrennung.